# Saulchery
Saulchery est une commune française située dans le département de l'Aisne, en région Hauts-de-France.
Ses habitants sont appelés les Saulcheriens.

## Géographie

### Situation
Le village est situé le long de la Marne (rive droite), à 1,9 km à l'est de Charly-sur-Marne, à 2,5 km au nord-ouest de Nogent-l'Artaud et à 15 km au sud-ouest de Château-Thierry.
|                  | Charly-sur-Marne |                  |
| Charly-sur-Marne | Saulchery        | Romeny-sur-Marne |
|                  | Nogent-l'Artaud  |                  |

### Lieux-dits et écarts
Montoiselle, le Pont.

### Hydrographie
La commune est située dans le bassin Seine-Normandie. Elle est drainée par la Marne, le cours d'eau 01 de la commune de Nogent-l'Artaud et le fossé 01 de Ruvet,,.
La Marne  prend sa source sur le plateau de Langres, dans la commune de Saints-Geosmes (Haute-Marne) et se jette dans la Seine entre Charenton-le-Pont et Alfortville (Val-de-Marne) dans le quartier de Conflans-l'Archevêque.

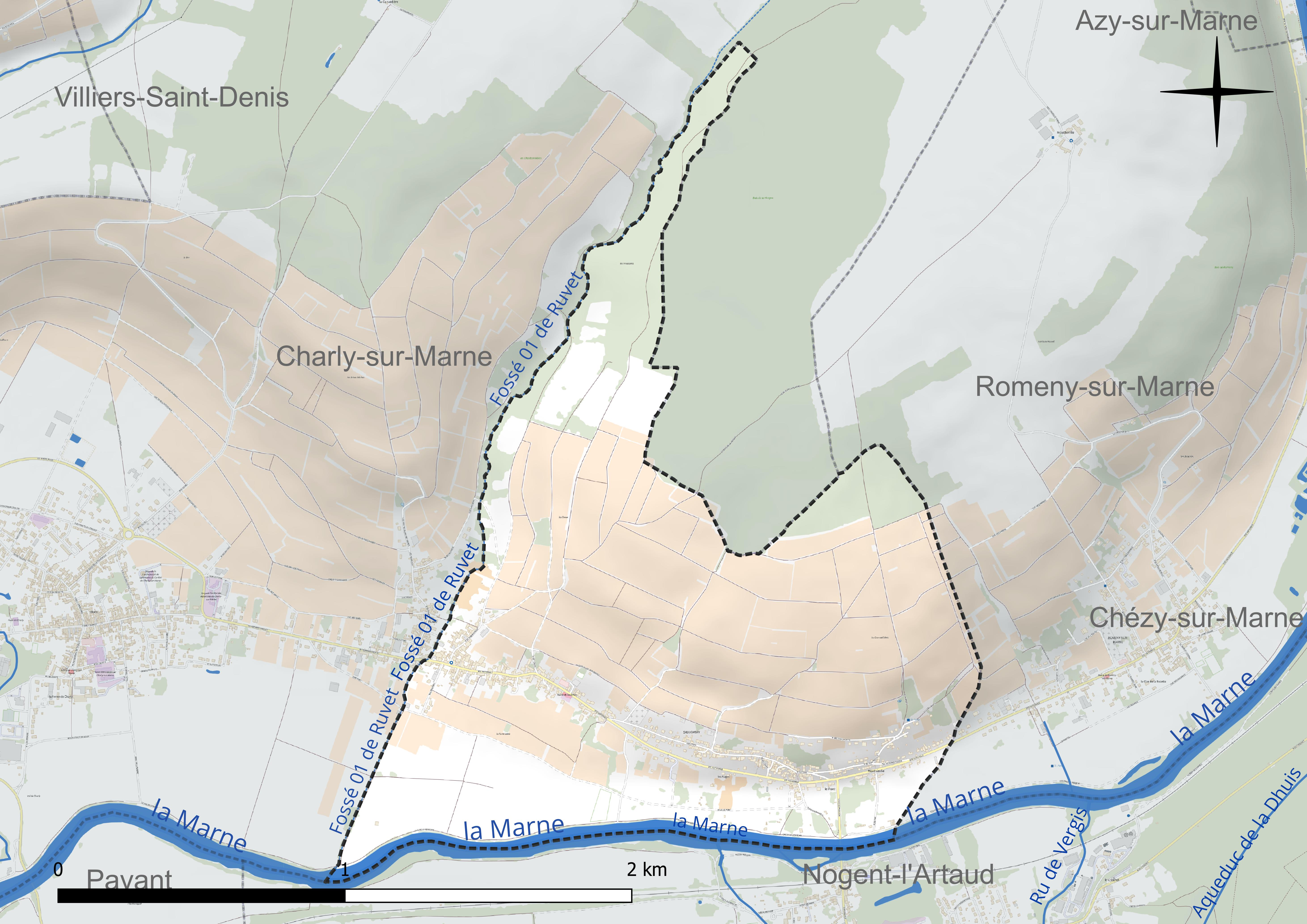
Réseau hydrographique de Saulchery.

### Climat
Pour des articles plus généraux, voir Climat des Hauts-de-France et Climat de l'Aisne.
En 2010, le climat de la commune est de type climat océanique dégradé des plaines du Centre et du Nord, selon une étude du CNRS s'appuyant sur une série de données couvrant la période 1971-2000. En 2020, Météo-France publie une typologie des climats de la France métropolitaine dans laquelle la commune est exposée à un climat océanique altéré et est dans la région climatique Nord-est du bassin Parisien, caractérisée par un ensoleillement médiocre, une pluviométrie moyenne régulièrement répartie au cours de l'année et un hiver froid (3 °C).
Pour la période 1971-2000, la température annuelle moyenne est de 10,4 °C, avec une amplitude thermique annuelle de 15,4 °C. Le cumul annuel moyen de précipitations est de 743 mm, avec 11,9 jours de précipitations en janvier et 8,4 jours en juillet. Pour la période 1991-2020, la température moyenne annuelle observée sur la station météorologique la plus proche, située sur la commune de Saint-Cyr-sur-Morin à 12 km à vol d'oiseau, est de 11,2 °C et le cumul annuel moyen de précipitations est de 814,8 mm,. Pour l'avenir, les paramètres climatiques de la commune estimés pour 2050 selon différents scénarios d'émission de gaz à effet de serre sont consultables sur un site dédié publié par Météo-France en novembre 2022.

## Urbanisme

### Typologie
Au 1er janvier 2024, Saulchery est catégorisée petite ville, selon la nouvelle grille communale de densité à 7 niveaux définie par l'Insee en 2022.
Elle appartient à l'unité urbaine de Charly-sur-Marne, une agglomération intra-départementale dont elle est une commune de la banlieue,. Par ailleurs la commune fait partie de l'aire d'attraction de Paris, dont elle est une commune de la couronne,.

### Occupation des sols
L'occupation des sols de la commune, telle qu'elle ressort de la base de données européenne d'occupation biophysique des sols Corine Land Cover (CLC), est marquée par l'importance des territoires agricoles (72 % en 2018), en augmentation par rapport à 1990 (68,9 %). La répartition détaillée en 2018 est la suivante : 
cultures permanentes (50,8 %), zones urbanisées (17,6 %), zones agricoles hétérogènes (12,9 %), forêts (10,4 %), terres arables (8,3 %).
L'évolution de l'occupation des sols de la commune et de ses infrastructures peut être observée sur les différentes représentations cartographiques du territoire : la carte de Cassini (XVIIIe siècle), la carte d'état-major (1820-1866) et les cartes ou photos aériennes de l'IGN pour la période actuelle (1950 à aujourd'hui).

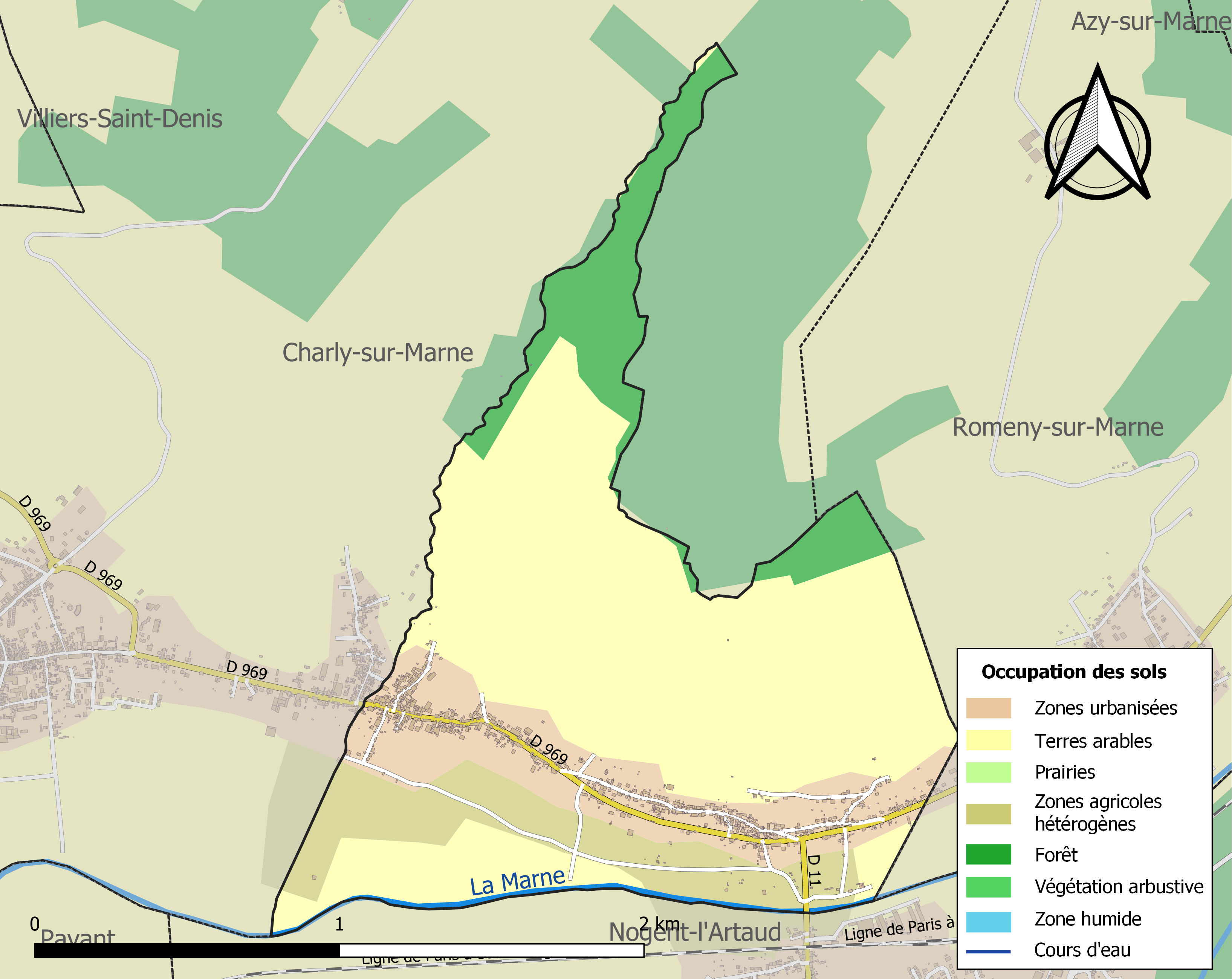
Carte de l'occupation des sols de la commune en 2018 (CLC).

## Toponymie
Le nom de la localité est attesté sous les formes Saucheri (1280) ; Sanchery (1326) ; Sauchery (1480) ; Chauchery (1502) ; Chaussery (1506) ; Chaucery (1511) ; Saulcheriacum (1538) ; Sauchery-le-Pont (1650).

## Politique et administration

### Découpage territorial
La commune de Saulchery est membre de la communauté de communes du Canton de Charly-sur-Marne, un établissement public de coopération intercommunale (EPCI) à fiscalité propre créé le 29 décembre 1995 dont le siège est à Charly-sur-Marne. Ce dernier est par ailleurs membre d'autres groupements intercommunaux.
Sur le plan administratif, elle est rattachée à l'arrondissement de Château-Thierry, au département de l'Aisne et à la région Hauts-de-France. Sur le plan électoral, elle dépend du  canton d'Essômes-sur-Marne pour l'élection des conseillers départementaux, depuis le redécoupage cantonal de 2014 entré en vigueur en 2015, et de la cinquième circonscription de l'Aisne  pour les élections législatives, depuis le dernier découpage électoral de 2010.

### Administration municipale

#### Liste des maires
| Période                                  | Période                       | Identité         | Étiquette      | Qualité                                    |
| ---------------------------------------- | ----------------------------- | ---------------- | -------------- | ------------------------------------------ |
| Les données manquantes sont à compléter. |                               |                  |                |                                            |
| mars 2001                                | mars 2008                     | Bernard Gioria   |                |                                            |
| mars 2008                                | juillet 2020                  | Claude Paudière  | Sans étiquette | Retraité Réélu(e) pour le mandat 2014-2020 |
| juillet 2020                             | novembre 2020                 | Corinne Petit    |                |                                            |
| juin 2021,                               | En cours (au 24 octobre 2021) | Stéphane Pittana |                | Ouvrier qualifié de type artisanal         |

## Population et société

### Démographie
L'évolution du nombre d'habitants est connue à travers les recensements de la population effectués dans la commune depuis 1793. Pour les communes de moins de 10 000 habitants, une enquête de recensement portant sur toute la population est réalisée tous les cinq ans, les populations de référence des années intermédiaires étant quant à elles estimées par interpolation ou extrapolation. Pour la commune, le premier recensement exhaustif entrant dans le cadre du nouveau dispositif a été réalisé en 2004.

En 2022, la commune comptait 695 habitants, en évolution de −5,05 % par rapport à 2016 (Aisne : −1,97 %, France hors Mayotte : +2,11 %).
| 1793 | 1800 | 1806 | 1821 | 1831 | 1836 | 1841 | 1846 | 1851 |
| ---- | ---- | ---- | ---- | ---- | ---- | ---- | ---- | ---- |
| 664  | 734  | 768  | 710  | 710  | 702  | 676  | 664  | 645  |

| 1856 | 1861 | 1866 | 1872 | 1876 | 1881 | 1886 | 1891 | 1896 |
| ---- | ---- | ---- | ---- | ---- | ---- | ---- | ---- | ---- |
| 594  | 594  | 582  | 607  | 589  | 558  | 542  | 530  | 550  |

| 1901 | 1906 | 1911 | 1921 | 1926 | 1931 | 1936 | 1946 | 1954 |
| ---- | ---- | ---- | ---- | ---- | ---- | ---- | ---- | ---- |
| 540  | 598  | 584  | 606  | 626  | 668  | 584  | 560  | 553  |

| 1962 | 1968 | 1975 | 1982 | 1990 | 1999 | 2004 | 2006 | 2009 |
| ---- | ---- | ---- | ---- | ---- | ---- | ---- | ---- | ---- |
| 640  | 575  | 579  | 564  | 592  | 661  | 667  | 676  | 666  |

| 2014 | 2019 | 2022 | - | - | - | - | - | - |
| ---- | ---- | ---- | - | - | - | - | - | - |
| 706  | 708  | 695  | - | - | - | - | - | - |

## Économie
- Commune comprise dans la zone A.O.C. champagne.

## Culture locale et patrimoine

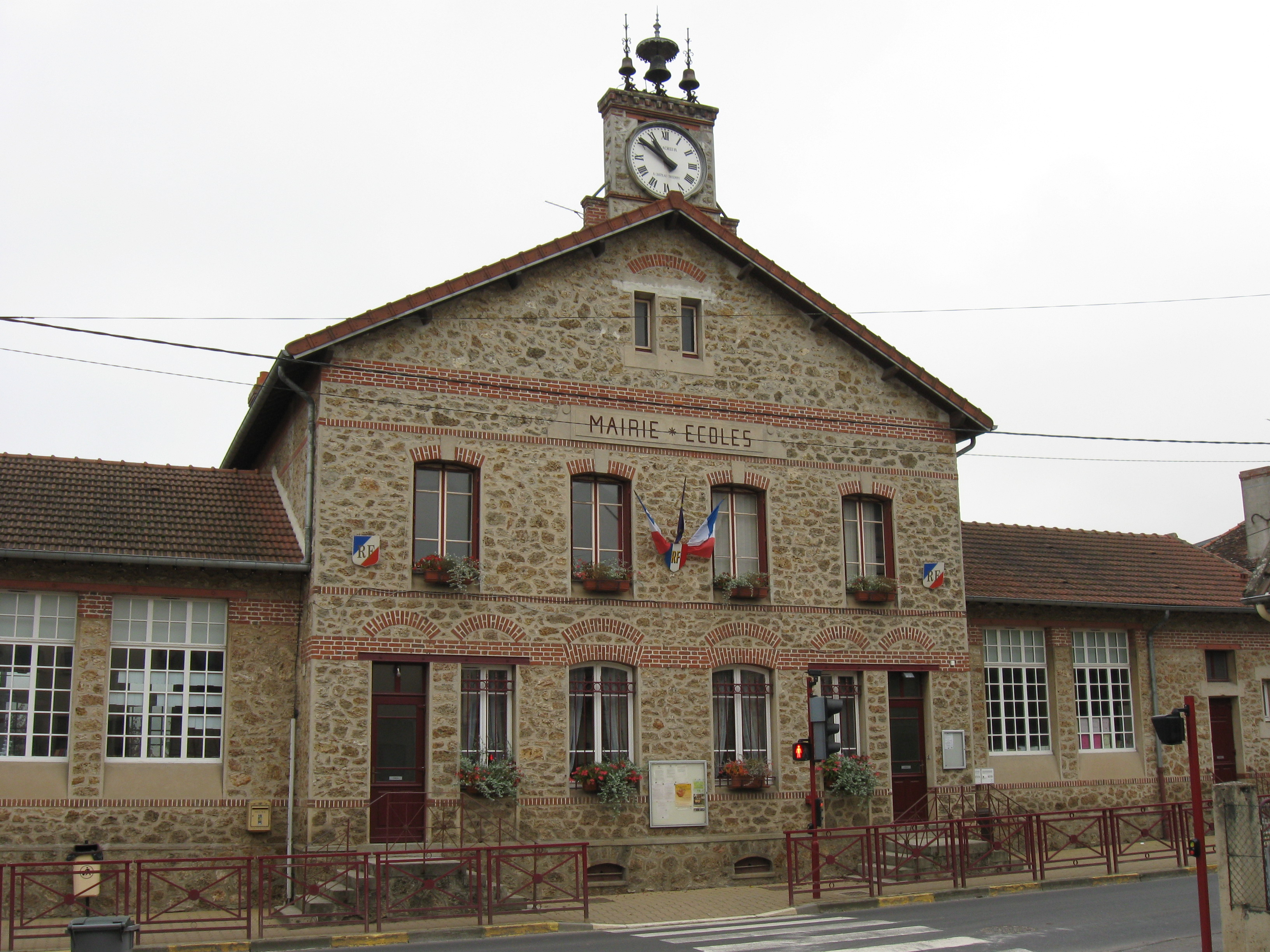
La mairie-école.

### Lieux et monuments
- Église Saint-Sébastien (XVIIIe siècle).
- Lavoir, fontaine.
- Vignobles dominant la vallée de la Marne.
- Passage des sentiers de grande randonnée GR 11A et GR 14.

### Sources
Archives familiales Lemoine. Le fils de Simone Lemoine est secrétaire de l'Association française Buchenwald Dora et kommandos créée en 1945 par Frédéric-Henri Manhes et Marcel Paul.